# موجة البرد الأوروبية (يناير 2017)
موجة البرد الأوروبية هي موجة من الطقس البارد والثلج بدأت في شهر يناير 2017 في أوروبا الشرقية والوسطى وتسببت في وفاة أكثر من 20 شخص .

## الدول التي تضررت

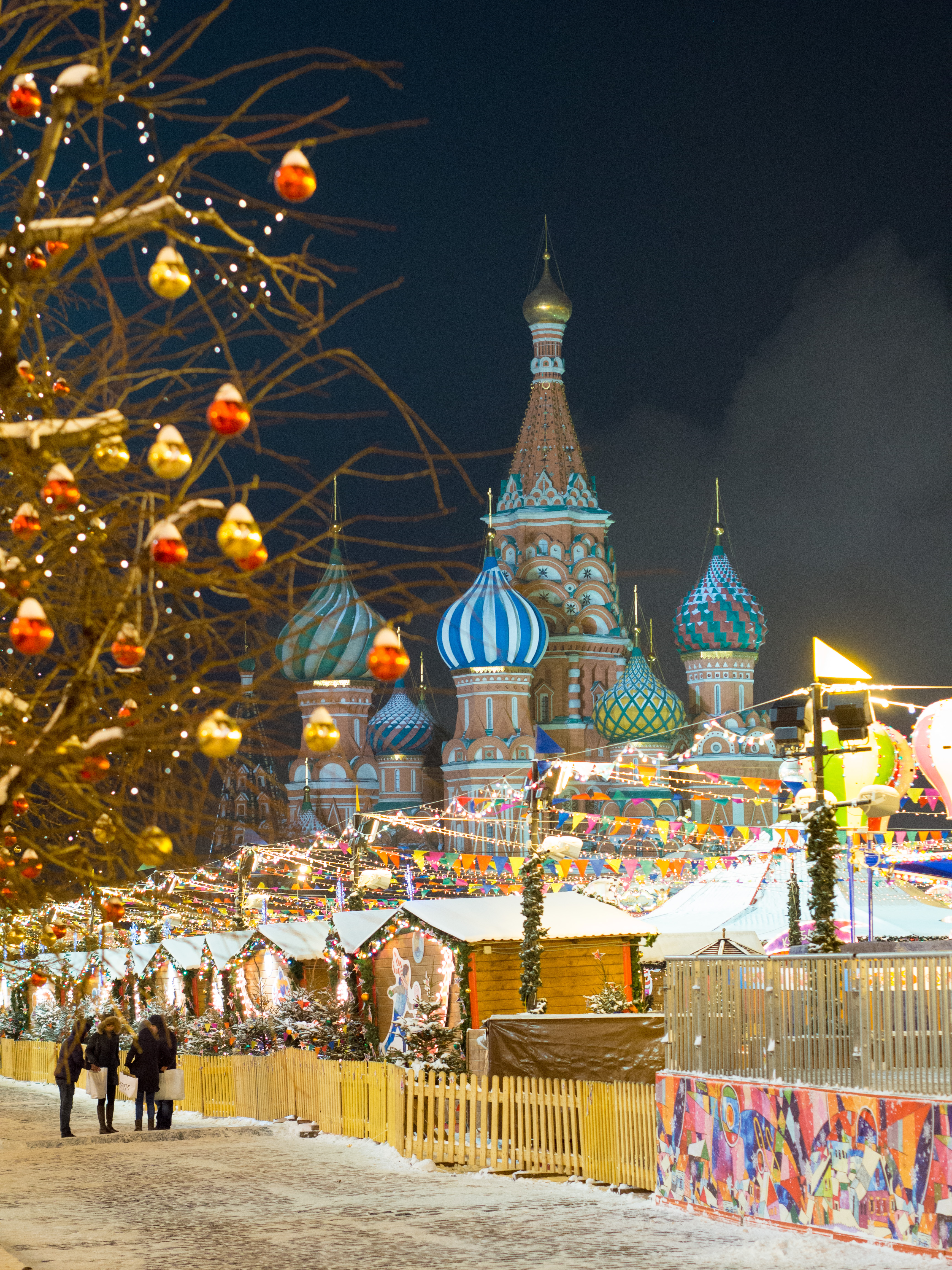
كيتاي جورود، موسكو، 8 يناير 2017، 00:14، -27 درجة

### روسيا
شهدت موسكو الميلاد الأرثوذكسي الأشد برودة منذ 120 عاما مع درجات حرارة بلغت نحو 30 درجة تحت الصفر ليلا، بحسب وكالة ريا نوفوستي وتراجعت درجات الحرارة إلى 24 درجة تحت الصفر في سان بطرسبرغ حيث عثرت الشرطة على جثة رجل قضى جراء البرد.

### بولندا
توفي 10 أشخاص بسبب البرد خلال يومين في بولندا حيث تدنت درجات الحرارة إلى 20 درجة مئوية تحت الصفر في بعض المناطق.

### إيطاليا
توفي سبعة أشخاص بينهم بولنديان. وبين الضحايا خمسة مشردين وذلك رغم الاجراءات المتخذة الأسبوع الماضي لاستقبال من لا ماوى لهم قبل ان تتدنى درجات الحرارة إلى 10 تحت الصفر في بعض الأماكن وأيضا في منطقة بوليا أغلق مطارا باري وبرينديزي صباحا وحتى في صقلية، ولكن ليس في روما وقطعت عدة خطوط حديدية.

### رومانيا
اعلنت وزارة الصحة الرومانية وفاة 8 أشخاص جراء موجة الصقيع التي تضرب البلاد، حيث تم تعطيل المدارس في مُعظم المُحافظات الرومانية وذلك حفاظًا على سَلامة الأطفال، ووصلت درجة الحرارة في العاصمة بوخارست إلى حوالي 32 درجة تحت الصفر.

### تركيا
شلت عاصفة ثلجية الحركة في إسطنبول حيث أُلغيت السبت مئات الرحلات الجوية. وتم ايواء نحو ستة آلاف مسافر بفنادق، وفي 10 يناير قامت ولاية إسطنبول بتمديد عطلة المدارس إلى غدٍ أيضاً حيث بدأت عطلة المدارس بداية الأسبوع بسبب العاصفة المدينة.